# Братание (скульптура)
«Братание» (чеш. Sbratření, также известна как «Братство», «Братья по оружию») — скульптура чешского художника Карела Покорны, изображающая встречу советского воина и чешского ополченца в мае 1945 года в момент освобождения Чехословакии в ходе Второй мировой войны. Две фигуры запечатлены в динамичной позе братских объятий и поцелуя. Искусствоведы оценивают «Братание» как одно из лучших произведений социалистического реализма. Созданная в 1950 году для памятника в городе Ческа-Тршебова, скульптура приобрела большую популярность как символ освобождения и дружбы народов двух стран. Её изображение было помещено на денежную купюру в пятьдесят чехословацких крон 1953 года, советские и чехословацкие почтовые марки. Копия скульптуры в 1960 году была установлена в Праге, 1977 году — в Ленинграде, в 1985 году — в Курпатах в Крыму. После демонтажа памятников танкистам в 1991 году и маршалу Коневу в 2020 году «Братание» стало главным мемориалом советским воинам в Праге.

## Замысел

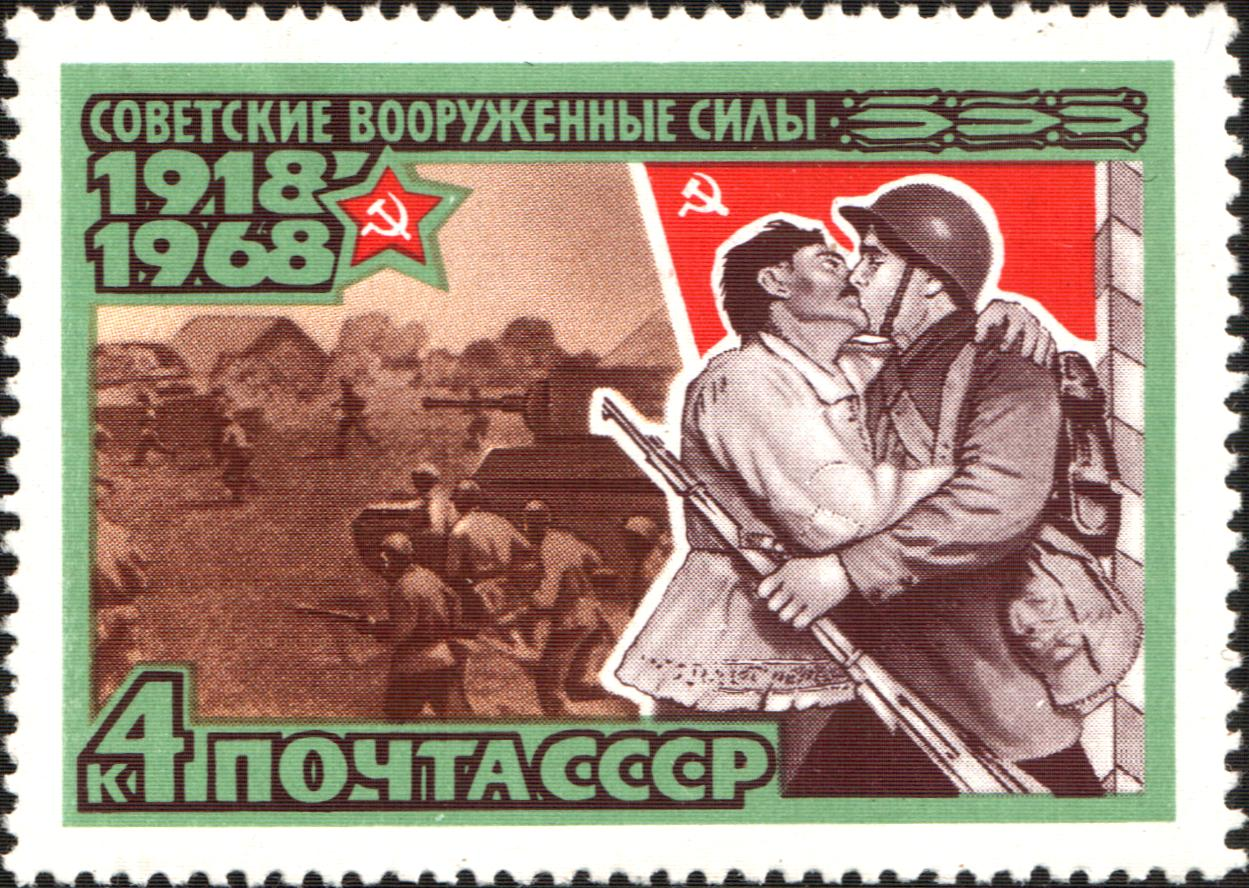
Плакат В. Б. Корецкого 1939 года на марке

Сразу после окончания Второй мировой войны в чехословацком обществе возник запрос на увековечивание памяти об этом историческом событии, в том числе в свете последующего политического преобразования страны. Витавшая в воздухе идея скульптуры о боевом братстве народов двух стран возникла у художника Карела Покорны уже в 1945 году. Вскоре к нему обратились власти чешского города Ческа-Тршебова с просьбой создать такой памятник у них. На тот момент Карел Покорны был известным скульптором, представителем школы Йозефа Мысльбека и заведующим кафедрой скульптуры Академия изобразительных искусств. Он имел опыт создания подобных проектов, в частности им был вылеплен знаменитый барельеф-символ антинацистского сопротивления «Мы останемся верными» (чеш. Věrni zůstaneme; 1945).

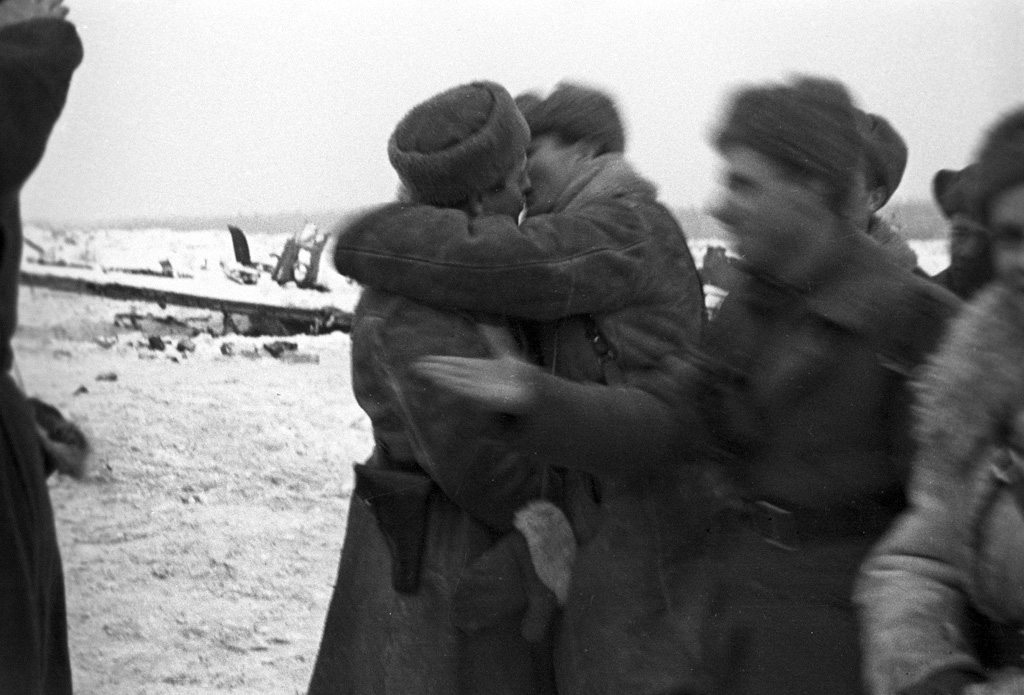
Встреча фронтов во время прорыва блокады Ленинграда. 18 января 1943 года. Фото Дмитрия Козлова

Согласно сохранившимся эскизам Карела Покорны, первоначально он хотел создать скульптуру, изображающую двух бойцов, стоящих бок о бок в решительной и целеустремлённой позе победителей. Похожим образом был реализован, например, памятник Красной армии в чешском городе Остраве (1947). Карел Покорны также обращался к примеру античного памятника «Тираноборцы», по образу которого была создана скульптура «Рабочий и колхозница» (1937) в Москве. Однако в 1946 году художник изменил замысел — сохранив динамичную композиции из двух фигур, он изобразил братские объятья и поцелуй. В итоге Карел Покорны создал новую серию лепных эскизов, в том числе в обнажённом виде.

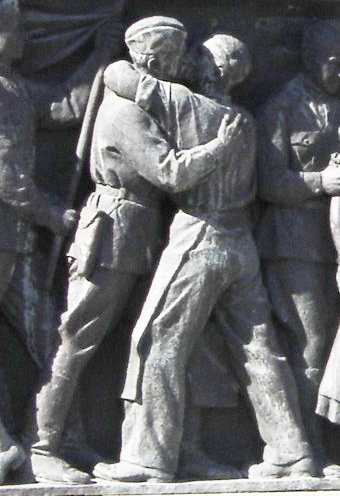
Фрагмент монумента ВМВ в Бургасе (1953)

Подобные образы братской встречи с объятьями и поцелуями не были в новинку для социалистического реализма в СССР. Таковым являлся плакат Виктора Корецкого 1939 года «Наша армия есть армия освобождения трудящихся», который был посвящён польскому походу Красной армии и был призван показать радость местного населения западных частей Белоруссии и Украины от присоединения к Советскому Союзу. В годы Второй мировой войны мотив встречи и частный образ братских объятий приобрели новую популярность. Например, их можно увидеть в монументальной картине Владимира Серова, Иосифа Серебряного и Анатолия Казанцева «Встреча на Неве/Прорыв блокады» 1943 года. Однако маловероятно, что Карел Покорны был знаком с этими работами. Скорее всего он, как и другие художники, черпал вдохновение прямо из натуры, которую наблюдал непосредственно во время окончания войны.

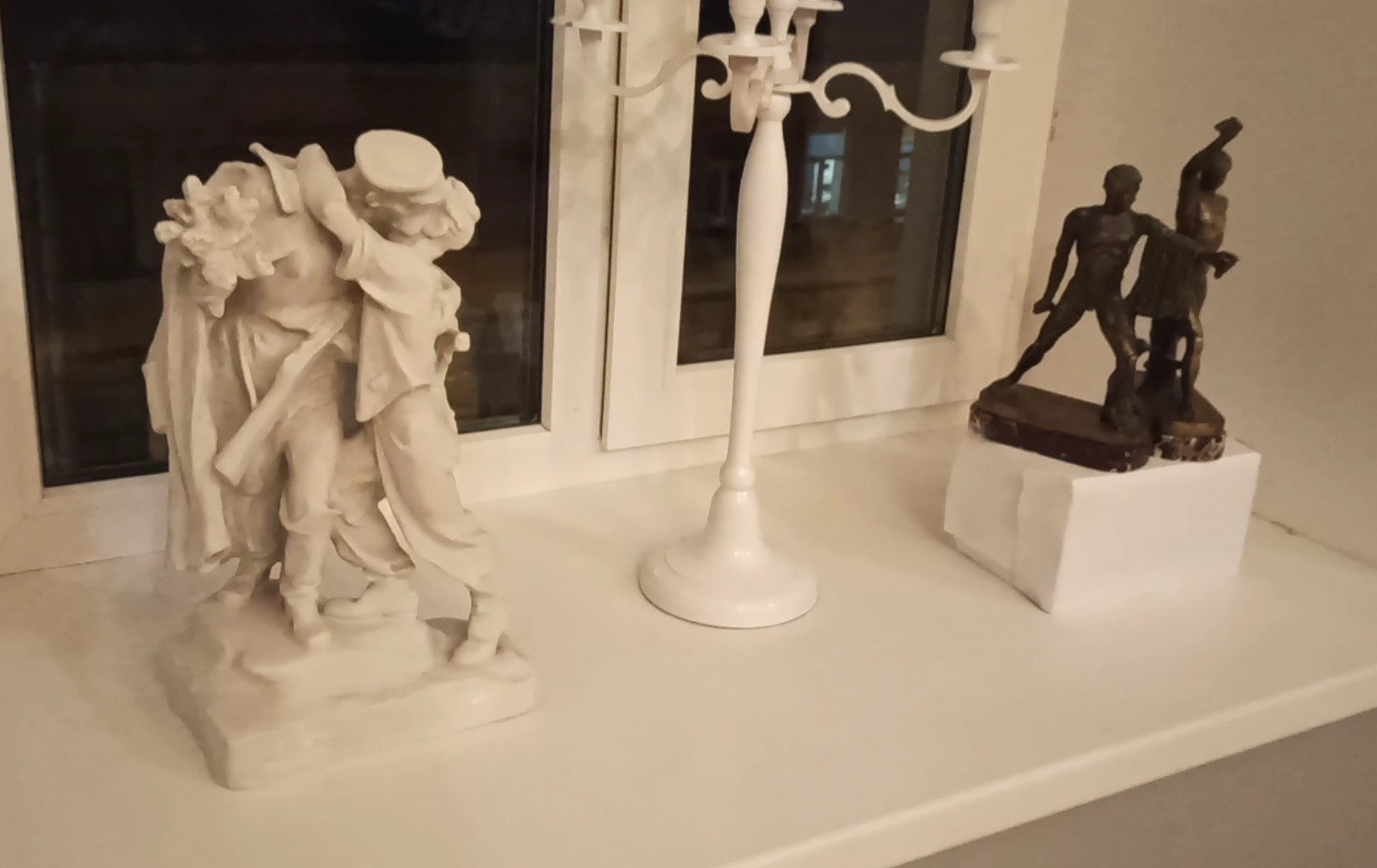
Статуэтка «Братание» и гран-тур фигура «Тираноборцев» в петербургском квир-музее

Существует версия, что на идею изобразить объятья и поцелуй Карела Покорны натолкнула документальная военная фотография Карела Людвига (мужа Веры Хитиловой) «Первая встреча/Братание», сделанная в момент освобождения Праги. На снимке запечатлена встреча пражского горожанина и советского солдата, которые заключили друг друга в крепкие объятья. Данная фотография была в 1945 году широко растиражирована посредством плаката Центрального совета профсоюзов «Салют Красной армии». Хотя поза на снимке значимо отличается от в итоге созданной скульптуры, запечатлённый эмоциональный и выразительный жест мог вдохновить художника.
Карел Покорны особо подчёркивал, что во время проектирования мемориала перед ним стоял серьёзный вызов создания современного памятника, который бы достойно конкурировал с историческим барочным оформлением площади Ческа-Тршебова и даже превосходил его.

## Строение и символизм

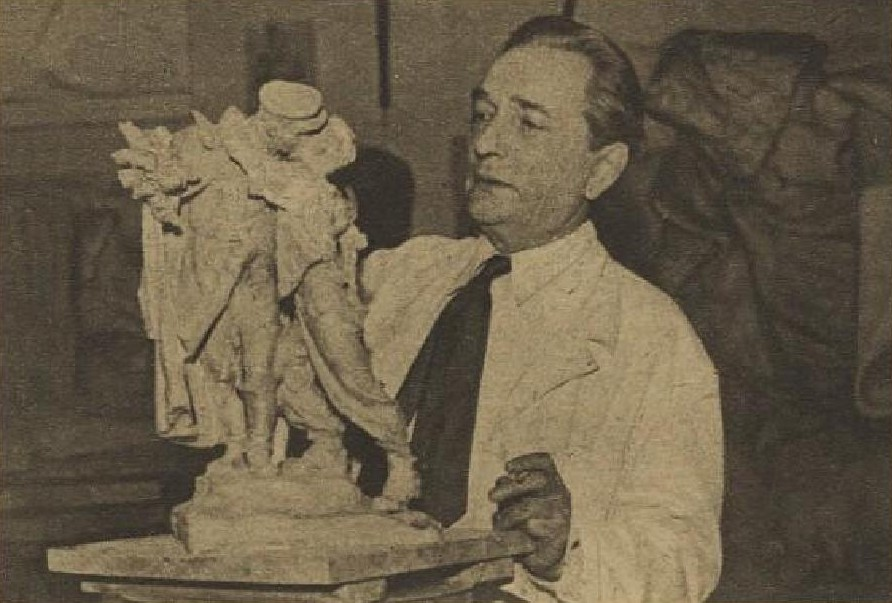
Карел Покорны с макетом. 1949

Бронзовая скульптура «Братание» имеет высоту 2,7 метра. Воплощённые в ней образы характеризуются эмоциональной заряженностью и динамичностью. Скульптура изображает встречу советского солдата и чешского ополченца. Советский воин в плаще и фуражке находится на небольшом уступе-возвышении. Вышагивая вперёд, он наклоняется несколько вниз и вполуоборот влево, обнимает чешского партизана левой рукой поверх его правого плеча и целует его в левую щёку. Последний вышагивает, тянется навстречу первому вперёд и вверх, приподнимаясь на носке левой ноги, обнимая левой рукой за шею, а правой — за талию, прижимается к его груди, запрокидывая голову. От этого движения рубашка юноши несколько задирается. Таким образом центр композиции смещается вверх, создаётся визуальный акцент на объятьях и поцелуе бойцов, через которые раскрывается содержательная часть произведения. Шагая навстречу друг другу почти под прямым углом, они как бы приобретают вращательный момент, увлекающий их вверх. При этом динамичность данного движения была сбалансирована складками плаща, спадающего с плеча красноармейца, а также снаряжением на обоих военных. Возбуждённую композицию фигур уравновешивает правая рука советского бойца, вытянутая вправо и к центру, отводящая плащ и держащая букет сирени (по другой версии — бузины), а также винтовка, расположенная в противоположной пространственной диагонали. Цветы является метафорой весны и освобождения Праги. В дальнейшем этот цветочный мотив неоднократно повторялся в чехословацком искусстве (например, в памятнике Ивану Коневу).
Скульптура выражает эмоции ослепительного счастья, возникшие в момент освобождения от длительного ужаса многолетней войны, которую сложно выразить словами. Статуя символизирует радость победы и боевое братство народов, вместе разгромивших Нацистскую Германию. Согласно «Всеобщей истории искусств» 1966 года под редакцией Бориса Веймарна, «Братание» характеризуется как одно из лучших произведений социалистического реализма. В то же время  скульптура стала продолжением традиции чешского модернизма первой половины XX века. Данный памятник считается одной из самых значимых работ Карела Покорны. После его создания он получил свою первую государственную награду (Государственную премию ЧССР 1989 года), а также стал ректором Академии изобразительных искусств в Праге.

## Памятник в Ческа-Тршебова

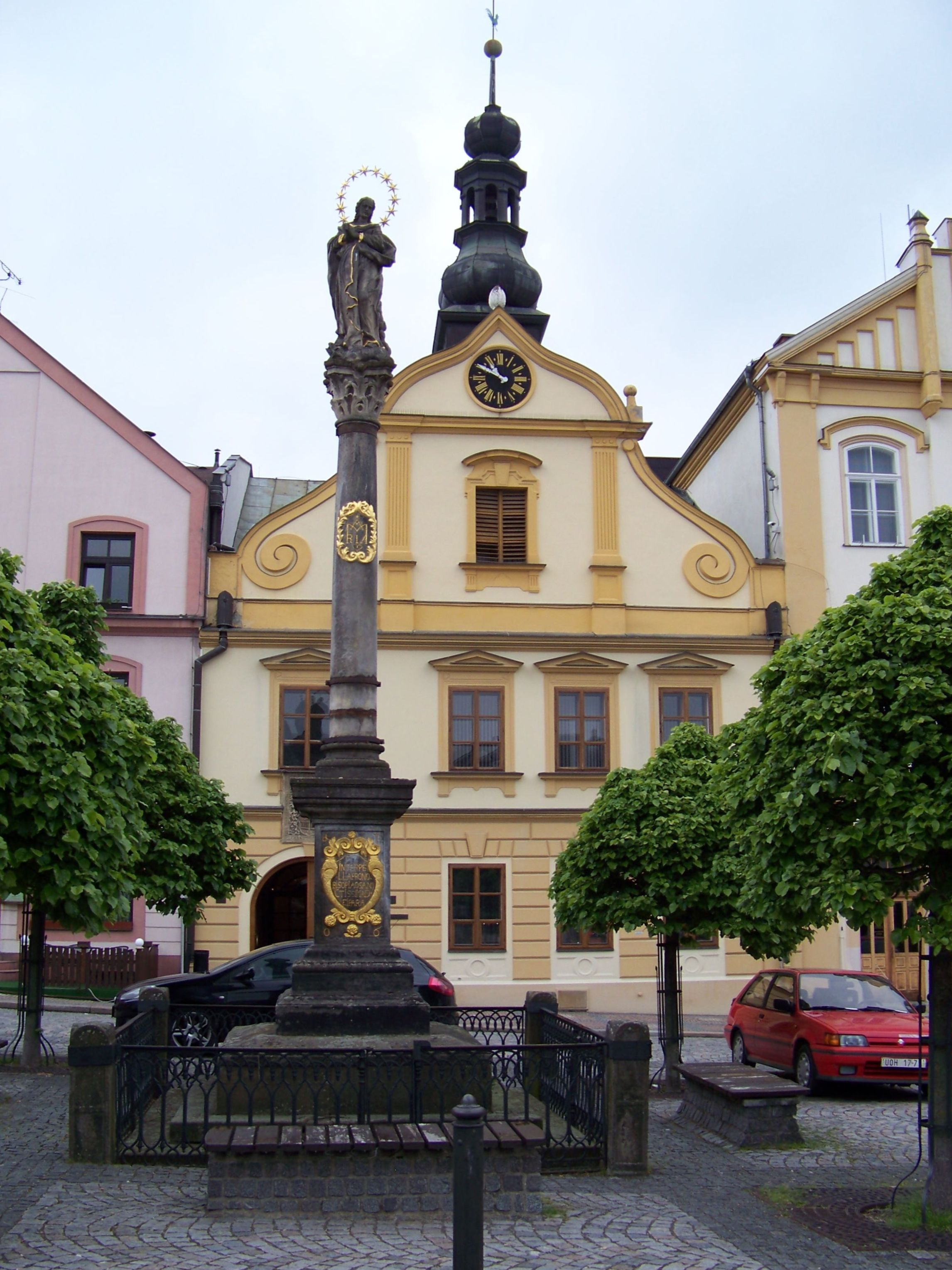
Колонна девы Марии

Точные обстоятельства возникновения идеи создания мемориала в Ческа-Тршебова не ясны. По одной из версий, с инициативой выступил местный житель, который во время войны попал в нацистский концлагерь и там пообещал себе поставить подобный памятник, если ему удастся выжить. По другим данным, не исключающим первый вариант истории, идею предложило в 1946 году городское объединение железнодорожных работников, которые создали соответствующий оргкомитет. Первоначальная концепция памятника не была чётко сформулирована, среди прочего поднимались темы сопротивления, освобождения и памяти о жертвах в мировых войнах.
Муниципальный совет города обратился за помощью к профессору Вацлову Штеху. Он рекомендовал пригласить для этой работы скульптора Карела Покорны. В итоге переговоров 23 марта 1946 года был сформирован комитет по созданию памятника, которую возглавил начальник железнодорожной станции. Местом для мемориала была выбрана центральная площадь города, оформленная в барочном стиле. Памятник должен был композиционно соответствовать другой архитектурной доминанте этого пространства — колонне девы Марии. Карел Покорны настоял на том, чтобы скульптура была выполнена не из песчаника, а из бронзы. Такое решение скорее всего было вызвано опасением, что для работы из камня он не сможет найти резчика достаточной квалификации. Однако это значимо повысило стоимость работ. Выбор Карела Покорны в качестве автора гарантировал высокое художественное качество памятника, но его сильная загруженность работой и бюрократическая волокита привели к значительному затягиванию сроков реализации проекта.
В июле 1947 года на выставке «Монументальные задачи современного искусства», организованной Ассоциацией художников-визуализаторов «Манес», Карел Покорны представил 120-сантиметровую бронзовая модель скульптуры. Она отличалась от реализованного в итоге памятника главным образом тем, что стопа чешского партизана плотно стояла на земле, тогда как потом, для усиления динамики, художник изобразил его стоящим на носке. Спустя полгода власти Чехословакии подарили модель скульптуры СССР в рамках празднования тридцатилетия создания Красной армии. В церемонии вручения участвовали освобождавший Прагу генерал-полковник Дмитрий Лелюшенко и советский атташе полковник Александр Сизов. Тогда скульптура упоминалась под названием «Девятое мая», однако к 1949 году она получила окончательное наименование как «Братание».

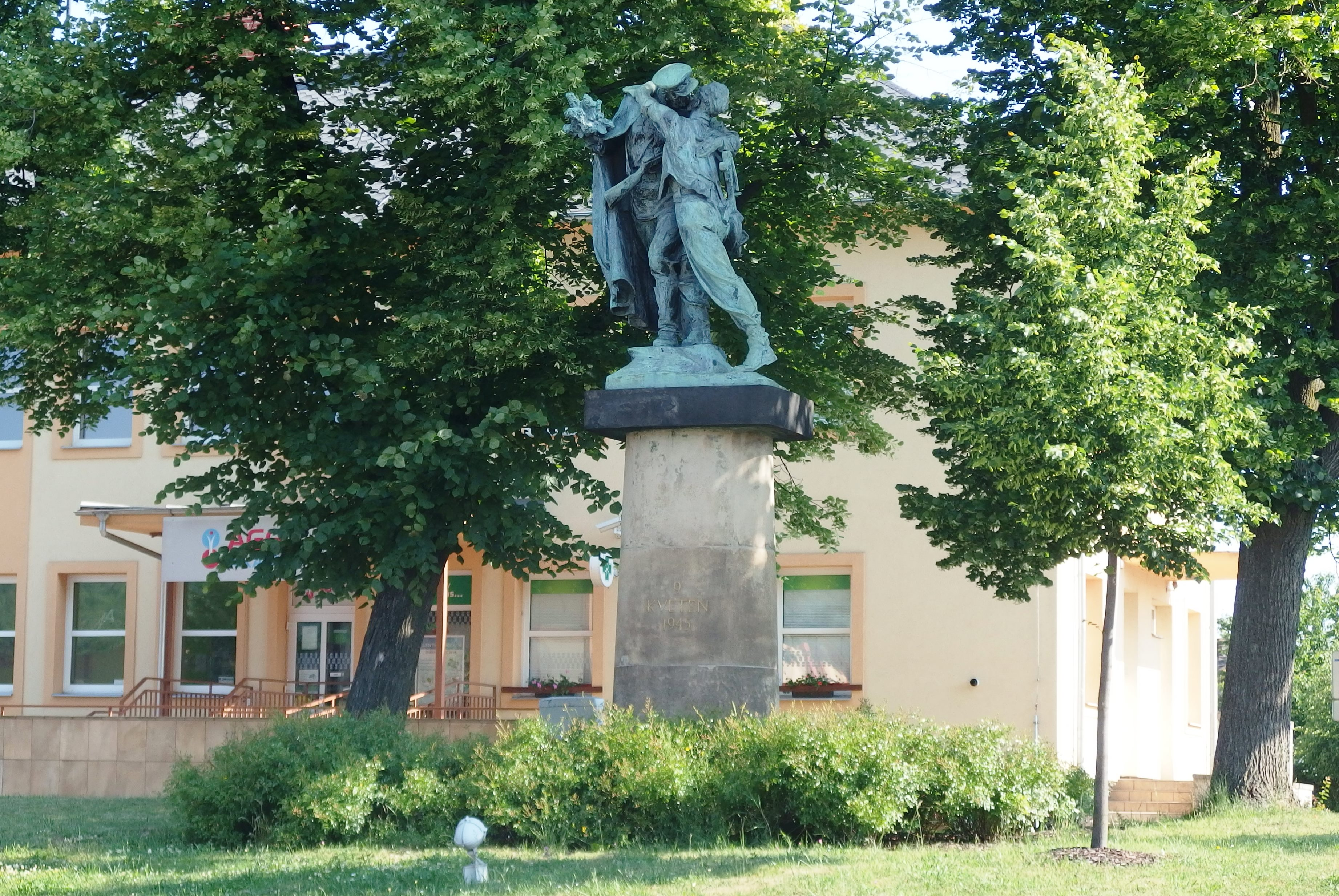
Перед вокзалом

Итоговый вариант скульптуры был завершён в 1950 году. Литейные работы осуществил Йозеф Хашпро, а архитектором памятника выступил Павел Сметана. Скульптура была помещена на более чем трёхметровый круглый постамент, увенчанный квадратной площадкой. Памятник полностью смонтировали в июне 1951 года.
Торжественная церемония открытия состоялась 10 июня 1951 года в присутствии министра здравоохранения Чехословакии Йозефа Плойхара. Примечательно, что пресса не уделила внимание этому событию, поскольку одновременно с ним прошло открытие первого чешского памятника Сталину (в Комарове). Открытию «Братания» предшествовал праздничный фейерверк накануне ночью и массовый парад от железнодорожного вокзала до центральной площади. В торжестве приняло участие около восьми тысяч горожан. После того как министр сорвал полотно с памятника, в небо были выпущены голуби как символ мира.
После падения коммунистического режима памятник стал восприниматься неоднозначно. В ходе реконструкции центральной площади в 1996 году памятник заменили фонтаном, а сам он был перемещен на площадь Яна Пернера перед городским вокзалом. В 2010 году в связи с реконструкцией этой площади его перенесли на 10 метров в сторону.

## Влияние
Образ скульптуры «Братание» приобрёл большую популярность. После денежной реформы в 1953 году её изображение появилось на купюре в пятьдесят чехословацких крон. В дальнейшем оно часто использовалось Обществом чехословацко-советской дружбы в оформлении своей атрибутики: марок за членские взносы, значков и грамот. Также была выпущена серия бисквитных статуэток. «Братание» можно увидеть на чехословацких почтовых марках в 2 кроны 1952 года из серии «День чехословацкой армии». В СССР изображение скульптуры поместили в 1960 году на марку серии «15 лет Чехословацкой республике», в 1970 году — в серии «25-летие освобождения Венгрии и Чехословакии от фашистской оккупации», а в 1985 году — «40-летие освобождения Чехословакии от фашистских захватчиков». В современной России «Братание» было отчеканено на реверсе памятной монеты «70-летие Победы в Великой Отечественной войне. Пражская операция» 2014 года номиналом в 5 рублей.
В 1950-е годы реплики скульптуры «Братание» стали частью коллекций Национальной галереи в Праге (выставлялась в Збраславском замке ) и Центрального музея Советской армии (установлена в фойе) в Москве.
|                                  |                                                         |                                                                                              |                                                                                      |                                                         |                                                                      |
| 50 чехословацких крон 1953 года. | Марка СССР «15 лет Чехословацкой республике». 1960 год. | Марка СССР «25-летие освобождения Венгрии и Чехословакии от фашистской оккупации». 1970 год. | Марка СССР «40-летие освобождения Чехословакии от фашистских захватчиков». 1985 год. | Марка Общества чехословацко-советской дружбы. 1989 год. | Монета 5 рублей «70-летие Победы в ВОВ. Пражская операция». 2014 год |

Модель скульптуры «Братание» должна была стать центральным экспонатом павильона Чехословакии на Всемирная выставка (1970) в Осаке. Так коммунистическое руководство хотело отметить двадцатипятилетнюю годовщину победы во Второй мировой войне, подчеркнуть советско-чешский союз и замять события Пражской весны. Однако скульптура была перенесена на периферию экспозиции. Якобы она вызвала недоумение среди японцев, так как они не привыкли видеть физический контакт двух людей в публичном пространстве и усматривали в нём эротический подтекст. По другой версии, это был протест художников-устроителей выставки против коммунистического диктата.

## Памятники в Праге, Санкт-Петербурге и Крыму

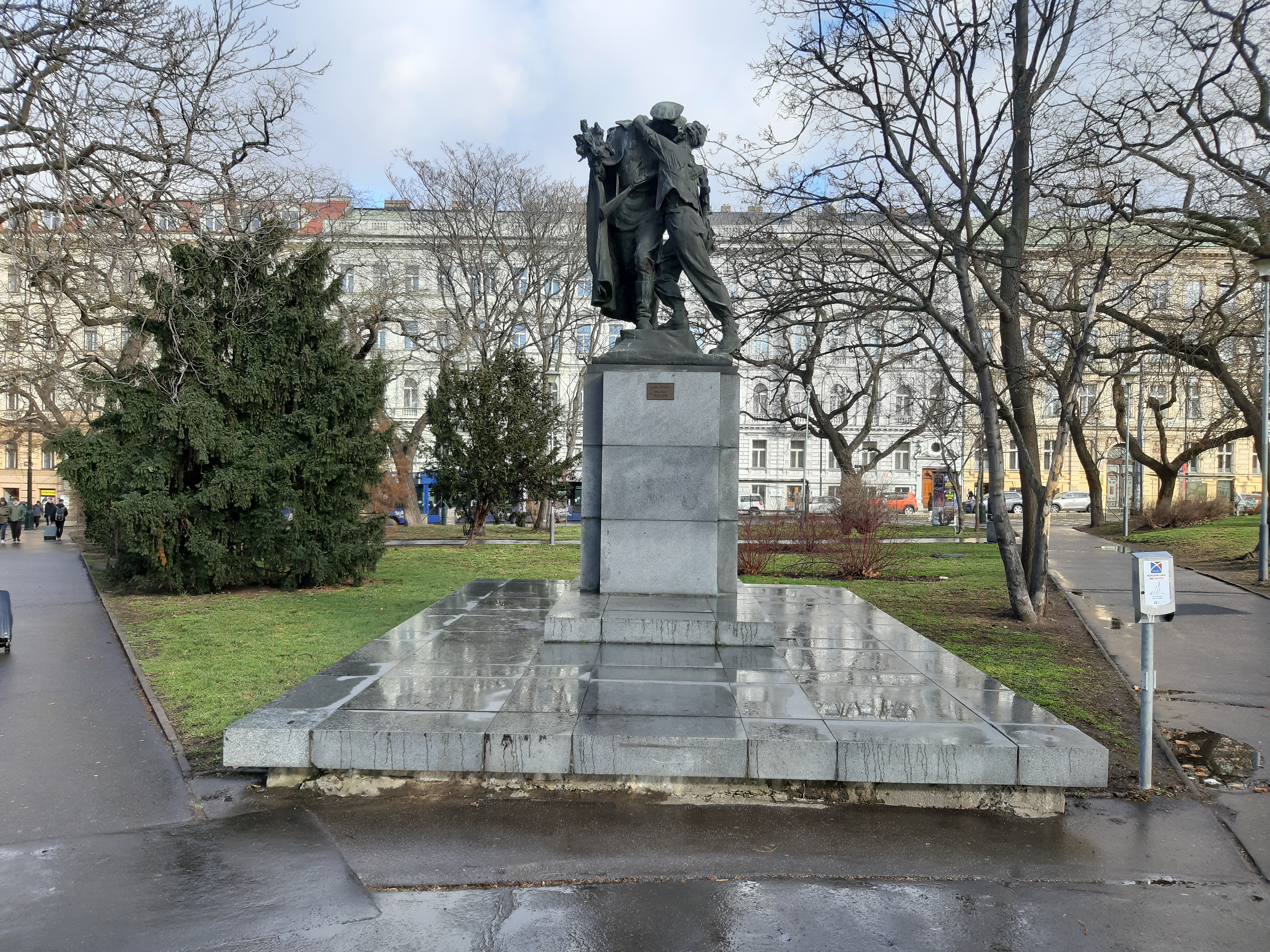
В Врхлицких садах

В конце 1950-х годов возникла идея установить копию скульптуры «Братание» перед Главным железнодорожным вокзалом в Врхлицких садах в Праге в рамках празднования пятнадцатилетия с конца Второй мировой войны. Ранее жители города могли видеть модель статуи, экспонировавшуюся на площади перед Староместской ратушей.
Скульптуру отливали в пражской художественной мастерской металлообработки «Жуков». Архитектором проекта выступил Ярослав Фрагнер. Он создал простой постамент в виде квадратной призмы, на лицевой стороне которой слегка выступала наклонная плита с надписью «9 мая 1945 года» и находилось крепление для венков цветов под ней. Торжественная церемония открытия состоялась 8 мая 1960 года.
Проектирование и установка памятника в преддверии скорой праздничной даты происходили в спешке, и архитектурное решение памятника оказалось неудачным. В профессиональной прессе указывали на то, что он теряется на фоне высоких деревьев сада. Также высказывалось мнение, что вернее было бы расположить памятник там, где состоялась историческая встреча советских войск и пражан (предположительно, в районе Порохового моста).
Вскоре в связи со строительством пражского метро памятник был убран с площади. В 1967 году архитектор Бедржих Ганак предложил временно разместить скульптуру перед зданием Летнего губернаторского двореца в городском парке Стромовка, недалеко от советского посольства. Поскольку расположение предполагалось как временное, то постамент был выполнен из простого бетона. Повреждение скульптуры после демонтажа с её первоначального места потребовало реставрации, которую выполнил Олдржих Драготушский, что заняло три года.
В 1971 году состоялась юбилейная выставка творчества Карела Покорны, что всколыхнуло общественную дискуссию о судьбе памятника. В результате обсуждений скульптура была перенесена на более соответствующее ей почётное место — в фойе недавно перестроенного здания Федерального собрания Чехословакии. А разобранный постамент был отправлен на хранение в сад Тройского замка. Хотя размещение в зале парламента предполагалось как временное, однако позднее депутаты отказались отдавать скульптуру городу. В результате муниципальные власти были вынуждены заказать в 1975 году новую статую, хоть и за счёт Федерального собрания.
Городские чиновники столкнулись с организационными проблемами при восстановлении памятника. Модель скульптуры из коллекции Национальной галереи в Праге была в это время на выставке в честь тридцатилетия окончания Второй мировой войны в Вальдштейнском дворце. 15 сентября 1975 года она была перевезена в Тройский замок и разделена на части для последующего выполнение бронзовых отливок. Однако литейные работы начались только в 1977 году, что сказалось на качестве, поскольку гипсовые фрагменты долго хранились в подвале. Скульптурные работы осуществил Антонин Коларж. Композиция была окончена в 1980 году в мастерской в имении Цибулка. На следующий год её передали городу. Поскольку на прежнем месте памятника было построено здание нового вокзала, начался поиск архитектурного решения его нового размещения. Ассоциацию архитекторов Чехословакии рекомендовала городским властям привлечь для этого Освальдома Дёберта. Тот предложил два варианта: в Врхлицких садах и на площади Яна Палаха. В итоге был выбран первый вариант. Следующие трудности возникли при восстановлении постамента 1960 года из сиенита. После долгой бюрократической волокиты оказалось невозможным достать этот материал. В конечном итоге в 1984 году архитектору пришлось начать работу с гранитом. Некоторые представители властей выступили с инициативой разместить памятник в Кларове, где, как им казалось, он более уместен ввиду исторического контекста (там состоялся один из важных боев за освобождение Праги). После анализа архитектор отверг данное предложение и был поддержан в 1985 году городским художественным советом.

В Санкт-Петербурге

В 1977 году Чехословакия подарила копию скульптуры Ленинграду. Она была установлена в Московском парке Победы напротив входа со стороны улицы Победы на двухметровом гранитном постаменте по проекту Валериана Кирхоглани. Однако в 2005 году в ходе перепланировки, обусловленной созданием Мемориальной аллеи Памяти, скульптуру перенесли в северо-западный угол парка, а постамент был утрачен

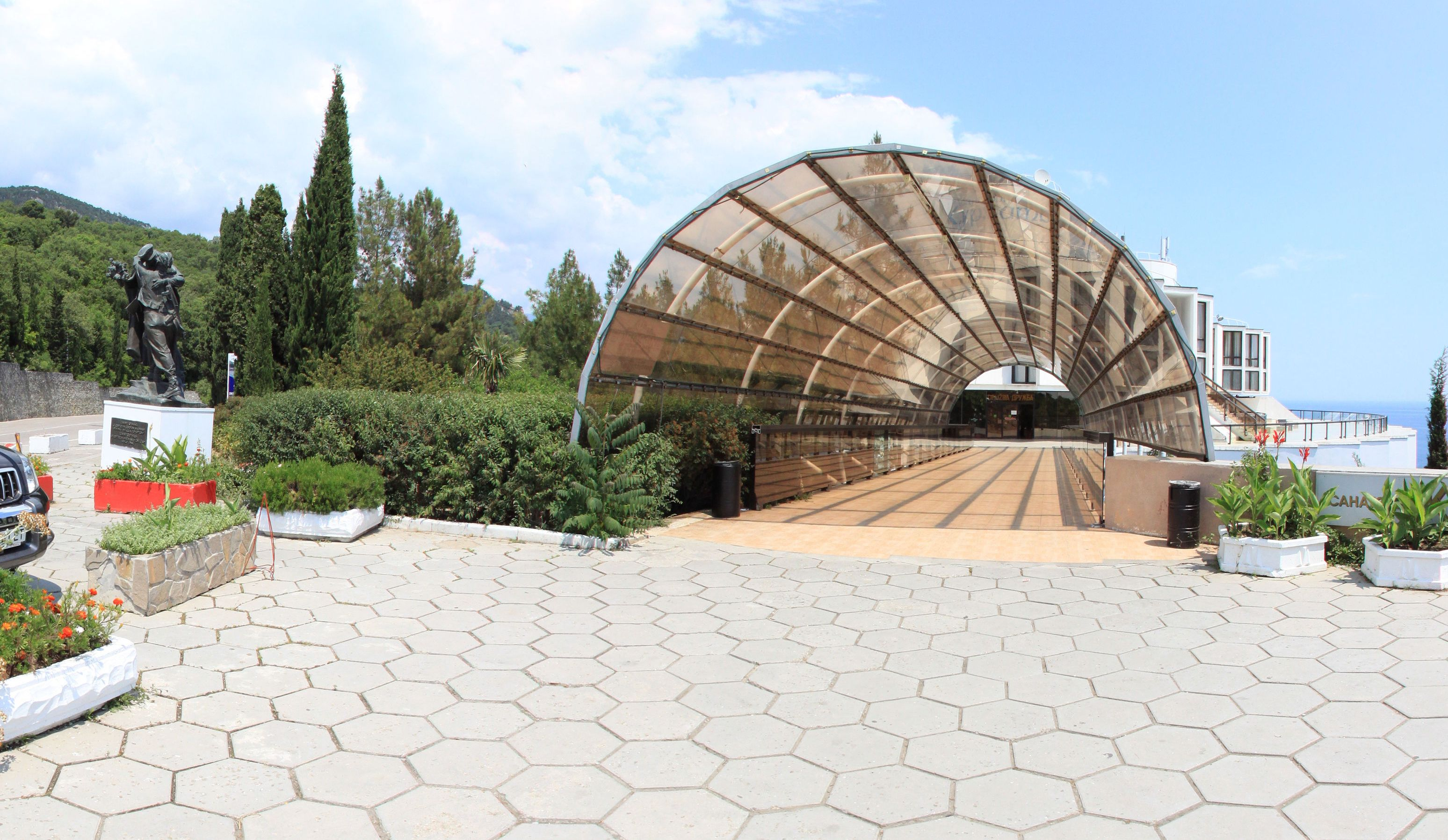
В Крыму

В 1985 году в Крыму в Курпатах к сорокалетнему юбилею окончания Второй мировой войны готовился к торжественному открытию санаторий «Дружба», который строили совместно советские и чехословацкие профсоюзы. Для идеологического оформления нужен был соответствующий символ, подчёркивающий отношения двух стран. Выбор естественным образом пал на скульптуру «Братство». Отлитая для Праги статуя, несмотря на протесты городского руководства, была отправлена в Крым и установлена у входа в здание санатория.
Прага снова осталась без бронзового памятника. Новую копию скульптуры выполнил ректор Академии изобразительных искусств Ян Хана, литейные работы осуществила мастерская «Жуков». Статуя была готова весной 1986 года. Однако работы в Врхлицких садах затянулись из-за бюрократических проволочек, и скульптуру временно разместили в саду Академии искусств в Бубенече. Торжественное открытие в Врхлицких садах состоялось только 6 мая 1988 года в присутствии первого секретаря Пражского городского комитета Мирослава Штепана, советского посла Виктора Ломакина и мэра Франтишека Штафи. Хотя конечное место памятника расположения довольно непублично, это оживлённый центральный район.
Открытый перед падением коммунистического режима памятник уже не нёс в глазах людей первоначальный смысл 1945 года. После краха советской системы в ходе «Бархатной революции» в Чехословакии, установленный в Праге памятник «Братания» стал восприниматься неоднозначно. Многие видели в нём метафору триумфа советской власти, доминирования СССР в регионе. Памятник подвергался вандальным атакам. Другие критики предлагали видеть в скульптуре памятник историческому событию, не несущему идеологической подоплёки. После демонтажа памятников танкистам в 1991 году и маршалу Коневу в 2020 году «Братание» фактически стало главным мемориалам советским воинам в Праге.
Некоторые сторонние наблюдатели видят в памятнике гомосексуальный подтекст. Возникла даже городская легенда, что якобы прототипами для него стали реальные влюблённые офицер НКВД Василий Пружинев и чешский плотник Йожа Враз, которые встретились после того как их разлучила война. Ряд критиков видят в этом иронию в духе «бравого солдата Швейка» и сравнивают со знаменитой фотографией поцелуя на Таймс-сквер.
В 2022 году пражскую статую передали на баланс столичным властям. 6 апреля 2024 года памятник был облит красной краской. В связи с повреждением он был направлен на реставрацию. При этом городские власти не исключили в дальнейшем его перенос в связи с расширением транспортных путей.